# Tsuga
Le Tsughe (Tsuga, (Endl.) Carrière 1855) sono un genere delle Pinacee che comprende conifere sempreverdi originarie dell'Asia e del Nord America; sono alberi anche di notevoli dimensioni e possono raggiungere a seconda della specie anche i 70 m.
Il nome deriva dal nome usato in Giappone per la locale Tsuga sieboldii.

## Biologia
Le Tsughe sono alberi sempreverdi strettamente affini al peccio o abete rosso, a cui somigliano come portamento, foglie, frutti (peraltro più piccoli) e habitat.
Le foglie aghiformi sono lunghe 8–40 mm, larghe 1,5–3 mm, singole, in quasi tutte le specie munite di due striature bianche sulla pagina inferiore.
I frutti sono coni penduli, piccoli (max 70 mm), ovoidali o cilindrici, e liberano semi alati.

## Specie
Il genere Tsuga comprende le seguenti specie:
In Asia:
- Tsuga chinensis (Cina occidentale e sudoccidentale);
- Tsuga diversifolia (Giappone);
- Tsuga dumosa (Himalaya centrale e orientale);
- Tsuga forrestii;
- Tsuga sieboldii (Giappone).

In Nordamerica:
- Tsuga canadensis (Nordamerica orientale – dove è chiamata Eastern Hemlock);
- Tsuga caroliniana (Virginia, Carolina e Georgia);
- Tsuga heterophylla (Nordamerica occidentale – dove è chiamata Western Hemlock);
- Tsuga mertensiana (Montagne Rocciose – dove è chiamata Mountain Hemlock).

Alcuni Autori riconoscono anche:
- Tsuga yunannensis (Yunnan, in Cina);
- Tsuga formosana (Taiwan).

Nel 1968 è stato riconosciuto sul versante pacifico del Nordamerica un ibrido naturale, detto Tsuga × jeffreyi.

## Uso
Quasi tutte le specie di Tsuga sono utilizzate a scopo ornamentale.
Alcune specie hanno importanza forestale per la produzione di legname.
Un tempo, la corteccia di alcune specie veniva usata per la produzione di tannino destinato alla concia del cuoio.